# Spelaeochernes armatus
Spelaeochernes armatus är en spindeldjursart som beskrevs av Volker Mahnert 200. Spelaeochernes armatus ingår i släktet Spelaeochernes och familjen blindklokrypare. Inga underarter finns listade i Catalogue of Life.